# Illmitz
Illmitz (ungerska: Illmic)  är en ort och kommun i Österrike. Den ligger i distriktet Neusiedl am See i förbundslandet Burgenland, 60 km sydost om huvudstaden Wien. Den ligger på östra sidan av Neusiedlersjön och har i sydväst en kort gräns mot Ungern.